# Франциск Феб
Франциск (Франсуа) Феб (фр. François Phébus, исп. Francisco Febo; 1 декабря 1466 — 30 января 1483, По) — король Наварры с 1479 года, граф де Фуа и де Бигорр, виконт де Беарн и пэр Франции с 1472 года, сын Гастона де Фуа, виконта де Кастельбон и принца Вианского, и Мадлен Французской, дочери короля Франции Карла VII.

## Биография
После смерти в 1472 году деда, графа Гастона IV де Фуа, Франсуа в четырёхлетнем возрасте унаследовал его земли — графства Фуа, Бигорр, виконтство Беарн и ряд других владений, включая сюзеренитет над Андоррой. Регентшей стала его мать Мадлен, сестра короля Франции Людовика XI.
В 1479 году, после смерти бабушки, Элеоноры Арагонской, Франсуа по её завещанию также унаследовал королевство Наварра (также под регентством матери). В 1482 году он сделал предложение лишённой трона испанской принцессе Хуане Бельтранехе, заточенной в монастырь в Португалии. В качестве короля его поддержали представители знатного рода Аграмонтов, однако нашлись и противники в лице рода Бомонтов, которые были сторонниками короля Арагона Фердинанда II, чтобы предотвратить возможное французское вмешательство. Все попытки Мадлен помирить противоборствующие партии были безуспешны.
В 1483 году Франсуа был отравлен. Его владения унаследовала сестра, Екатерина де Фуа.